# Potentilla lancinata
Potentilla lancinata är en rosväxtart som beskrevs av Jules Cardot. Potentilla lancinata ingår i Fingerörtssläktet som ingår i familjen rosväxter. Inga underarter finns listade i Catalogue of Life.